# 中阿决裂
中阿决裂，又称中阿分裂，是指1972年—1978年间与中华人民共和国和阿尔巴尼亚社会主义人民共和国外交关系逐渐恶化有关的一系列事件。

## 背景

中国和阿尔巴尼亚的地理位置

1954年，中华人民共和国政府开始向阿尔巴尼亚提供援助，而大规模援助则是在1961年阿苏关系破裂以后才开始提供，“文化大革命”时期，中国援阿达到高潮。1971年7月15日，阿尔巴尼亚等23国发起了联合国大会第2758号决议议案，因阿尔巴尼亚和阿尔及利亚排在发起国的最首位，故该提案又称为“两阿提案”或“阿尔巴尼亚提案”。这一提案的通过使得中华人民共和国取得了在联合国的权利。

## 导火索
1971年7月，美国国务卿基辛格作为总统特使秘访北京，确定美国总统尼克松于1972年2月正式访问中国。阿尔巴尼亚劳动党第一书记恩维尔·霍查得知这一消息后，于同年8月上旬，以阿尔巴尼亚劳动党中央的名义写了一封万言长信给中共中央主席毛泽东，全面阐述阿尔巴尼亚方面的立场，反对中国同美国改善外交关系，认为这是背叛世界革命事业的行径。随后，霍查等阿尔巴尼亚主要领导人对中方先进行内部指责，继则公开影射，进而阿尔巴尼亚媒体发表不点名批判文章，批评中国的外交政策。

## 霍查与“三个世界”

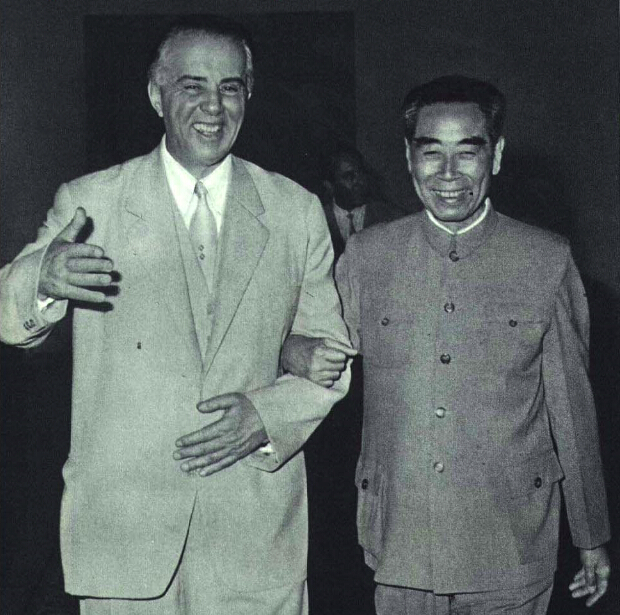
1966年，恩维尔·霍查会见周恩来

1974年，毛泽东提出“三个世界”。它一提出就遭到霍查的强烈反对，认为是“阶级斗争熄灭论”。此后，两国关系日益恶化。
至1976年，阿尔巴尼亚与中国的分歧已经表面化，开始对其国内的一些中国人提出公开的批评。该年1月，阿尔巴尼亚政府逮捕数以千计支持中国的干部。同年9月，毛澤東去世後，阿尔巴尼亚和中国的关系更加紧张。
1977年7月7日，阿尔巴尼亚劳动党党报《人民之声报》根据第一书记霍查在阿劳“七大”上所作的报告的论调，撰写了长篇编辑部文章《革命的理论与实践（页面存档备份，存于）》，批判三个世界理论是“反马克思主义的，反革命的”，是国际共运中的“机会主义变种”，旨在熄灭阶级斗争，否认当代基本矛盾；说三个世界理论是宣扬和推行种族主义，實際上是讓帝國主義统治全世界，奴役全人类，是反革命和沙文主义的理论；说不结盟国家的理论主张是“中庸”路线，是“调和矛盾的路线”，“不结盟国家的理论和三个世界的理论，是帝国主义的两头怪物”，说“中国要当第三世界的领袖，坐不结盟的第一把交椅”。霍查还批判华国锋政府推行「修正主義」。作为还击，中国方面撰文抨击霍查为“托洛茨基分子”、“阿尔巴尼亚修正主义者”。

## 完全决裂
1978年，在时任中共中央副主席兼国务院副总理邓小平的指示下，中國于7月7日宣布對阿尔巴尼亚全面停止援助。7月29日，阿劳中央和阿部长会议致函中共中央和中国国务院作为答复。该信标志着中阿关系的公开破裂。至此，中阿只剩下形式上的外交关系。
同年，阿尔巴尼亚劳动党第一书记霍查公开发表理论著作《帝国主义与革命》，猛烈抨击“毛修正主义”，认为“毛泽东的思想绝不是马克思主义”。霍查本人带病亲自上阵，对中国当时的内政外交进行全面抨击、全盘否定，对中国主要领导人指名道姓地进行批评，认为“中国是最危险的敌人，比苏联更危险，因为中国打着反修的旗帜，而实际上是真正的修正主义”。与此同时，世界上大部分“反修正主义”政党（如新西兰共产党、巴西共产党、加拿大共产党（马列）、哥伦比亚共产党（马列）、厄瓜多尔马列主义共产党）纷纷发表声明，拥护霍查和阿尔巴尼亚劳动党的政治路线，反对毛主义及三个世界理论。霍查遂开始以国际共运领袖自居，并提出了霍查主义理论，还标榜阿尔巴尼亚是当时“唯一坚持无产阶级专政的社会主义国家”，地拉那是“国际马列主义运动的中心”和“马列主义的橱窗”。

## 后续
中国援助的停止使依赖中国援助多年的阿尔巴尼亚经济一时陷入困顿，但也迫使阿尔巴尼亚走上了自力更生發展经济的道路。1979年，中越战争爆发，霍查谴责中国为“侵略者”。1983年后，中阿关系开始得到些许改善。1985年拉米茲·阿利雅出任阿尔巴尼亚劳动党第一书记后，中阿关系逐渐恢复正常。

## 在流行文化中
阿尔巴尼亚著名作家伊斯梅尔·卡达莱于1988年在法国发表的作品《冬末的音乐会》描绘了中阿决裂。